# Paquistão nos Jogos Olímpicos de Verão de 1960
O Paquistão competiu nos Jogos Olímpicos de Verão de 1960, realizados em Roma, Itália.